# Pierre Nguyễn Văn Tốt
Pierre Nguyễn Văn Tốt (vietnamesisch: Phêrô Nguyễn Văn Tốt; * 15. April 1949 in Thủ Dầu Một) ist ein vietnamesischer Geistlicher, römisch-katholischer Erzbischof und Diplomat des Heiligen Stuhls. 

## Leben
Durch den Kardinalpräfekten der Kongregation für die Evangelisierung der Völker, Agnelo Rossi, empfing er am 24. März 1974 die Priesterweihe. 
Papst Johannes Paul II. ernannte ihn am 25. November 2002 zum Titularerzbischof pro hac vice von Rusticiana und Apostolischen Nuntius in Benin und Togo. Die Bischofsweihe spendete ihm der Papst persönlich am 6. Januar des nächsten Jahres; Mitkonsekratoren waren Leonardo Sandri, Substitut des Staatssekretariates, und Antonio Maria Vegliò, Sekretär der Kongregation für die orientalischen Kirchen. 
Am 24. August 2005 wurde er zum Apostolischen Nuntius in Tschad und der Zentralafrikanischen Republik ernannt. Papst Benedikt XVI. ernannte ihn am 13. Mai 2008 zum Apostolischen Nuntius in Costa Rica. Am 22. März 2014 ernannte ihn Papst Franziskus zum Apostolischen Nuntius in Sri Lanka.
Am 2. Januar 2020 nahm Papst Franziskus seinen Rücktritt vom Amt des Nuntius in Sri Lanka an.